# مدحي لحسن
مدحي جوزيبي غريغوري لحسن (بالحروف اللاتينية: Medhi Gregory Giuseppe Lacen) (مواليد 15 مايو 1984 في باريس - فرنسا) لاعب كرة قدم جزائري من أب جزائري وأم إيطالية، أصله من ولاية تيارت. لعب في مركز الوسط المدافع منذ أوائل عقد 2000 وحتى أواخر عقد 2010. تكوّن في فرنسا، وقضى معظم مسيرته في إسبانيا. فاز بـ 44 مباراة دولية مع المنتخب الجزائري بين عامي 2010 و2015.

## مسيرته الكروية
لعب مدحي لحسن خلال مسيرته الاحترافية مع 6 أندية في سبعة عشر موسمًا وسجل خلالها 8 أهداف ضمن 425 مباراة. ولم يفز بأي موسم بالكأس أو بالدوري.
خاض مدحي لحسن مسيرته مع نادي ستاد لافال في موسم 2003–04 لمدة موسم واحد، مشاركًا في 4 مباريات ولم يسجل أي هدف. ثم انتقل إلى أسوا فالنس ‏ في موسم 2004–05 لمدة موسم واحد، حيث شارك في 35 مباراة ولم يسجل أي هدف أيضًا. لينتقل بعدها إلى نادي ديبورتيفو ألافيس في موسم 2005–06 واستمر معه طيلة ثلاثة مواسم، مشاركًا في 86 مباراة ولم يسجل أي هدف أيضًا. ثم انتقل إلى نادي راسينغ سانتاندير في موسم 2008–09 واستمر معه طيلة ثلاثة مواسم، مشاركًا في 97 مباراة سجل خلالها 4 أهداف. هذا وانتقل لاحقًا إلى نادي خيتافي في موسم 2011–12 ليلعب معه سبعة مواسم، مشاركًا في 174 مباراة سجل خلالها 4 أهداف أيضًا. ثم انتقل بعدها إلى نادي مالقا في موسم 2017–18 ولمدة موسمين، مشاركًا في 29 مباراة ولم يسجل أي هدف.

## التحاقه بالمنتخب
عرف التحاق مدحي لحسن بالمنتخب مسلسل من الرفض والتردد والتراجع إلى القبول، بدأ بدعوة كافالي المدرب السابق للمنتخب الوطني، وحينها، لم يكن يملك مهدي لحسن جواز سفر جزائري بعد، ثم أعيد استدعاؤه من طرف الناخب الوطني الحالي رابح سعدان قبل كأس أمم أفريقيا 2010 بأنغولا، وكان اللاعب مترددا في القبول، خاصة بعدما صرح العديد من اللاعبين الجزائريين بأنهم لا يرغبون في قدوم أي لاعب حفاظا على الاستقرار، ولأنهم هم من عملوا لأجل هذا التأهل إلى كأس الأمم وكأس العالم، ما جعل اللاعب يتراجع ويعتذر بأن زوجته ستضع مولودا، وكانت الحلقة الأخيرة هي بمثابة النهاية السعيدة حين قبل الدعوة في مواجهة صربيا الودية بملعب 5 جويلية بالعاصمة.

## روابط خارجية
- مدحي لحسن على موقع الاتحاد الدولي (مؤرشف)  (الإنجليزية)
- مدحي لحسن على موقع قاعدة بيانات كرة القدم.إي يو (الإنجليزية)
- مدحي لحسن على موقع ليكيب (الفرنسية)
- مدحي لحسن على موقع ناشيونال فوتبول تيمز (الإنجليزية)
- مدحي لحسن على موقع Soccerbase.com (لاعب) (الإنجليزية)
- مدحي لحسن على موقع Soccerway.com (الإنجليزية)
- مدحي لحسن على موقع عالم كرة القدم.نت (الإنجليزية)
- مدحي لحسن على موقع AS.com (الإسبانية)
- مدحي لحسن على موقع GSA (الإنجليزية)